# Gomphus crassipes
Gomphus crassipes är en svampart som först beskrevs av L.M. Dufour, och fick sitt nu gällande namn av René Charles Maire 1937. Gomphus crassipes ingår i släktet Gomphus och familjen Gomphaceae.   Inga underarter finns listade i Catalogue of Life.